# Hatf 8
Le Hatf 8 Ra'ad (« Tonnerre » en arabe) est un missile de croisière air-sol à capacité nucléaire développé par le Pakistan.

## Développement
Le développement du Hatf 8 commença en 2003 en prenant en compte l'expérience acquise avec le missile sol-sol Hatf 7. Le premier tir du missile Hatf 8 a eu lieu en 2007 sur le champ de tir de Rawalpindi[réf. souhaitée].
Le missile peut être lancé par les Mirage III ROSE. Il semble possible qu'il soit lancé par les F-16 Falcon et les JF-17 Thunder.

## Conception
Le Hatf 8 est constitué d'un corps à section rectangulaire, d'ailes déployables en position basse et d'un empennage en H.